# The Power (canción)
«The Power» es una canción del grupo alemán Snap! de su álbum World Power. La canción logró entrar en las listas de los Países Bajos, Reino Unido y el US Billboard Hot Dance Club Play y Hot Rap de los Estados Unidos. La frase «I've got the power» es un sampleo de Jocelyn Brown, tomado de su tema de 1986 «Love's Gonna Get You».

## Lista de canciones
| 1990 versión 12" maxisencillo 1. «The Power» (ful mix) (6:00) 2. «The Power» (switch mix) (6:21) 3. «The Power» (potential mix) (5:42) 7" sencillo 1. «The Power» (3:47) 2. «The Power» (dub) (5:35) CD versión 1. «The Power» (ful mix) (6:00) 2. «The Power» (jungle fever mix) (7:23) 3. «The Power» (potential mix) (5:42) 4. «The Power» (7" versión) (3:44) | 1996 versión 1. «The Power '96» (silk 7") (3:53) 2. «The Power '96» (E=mc2 12") (6:44) 3. «The Power '96» (original dub 12") (4:57) 4. «Ex-Terminator» (from the class 'X) (5:21) |

## Posicionamiento
| Listas (1990)                                   | Posición |
| ----------------------------------------------- | -------- |
| Australia (ARIA)                                | 13       |
| Austria (Ö3 Austria Top 75)                     | 3        |
| Belgium (VRT Top 30 Flanders)                   | 2        |
| Canadá (RPM)                                    | 16       |
| Canada Dance (RPM)                              | 1        |
| Europe (Eurochart Hot 100)                      | 1        |
| Finland (Suomen virallinen lista)               | 3        |
| France (SNEP)                                   | 15       |
| Germany (Media Control Charts)                  | 2        |
| Ireland (IRMA)                                  | 5        |
| Italy (FIMI)                                    | 4        |
| Netherlands (Dutch Top 40)                      | 1        |
| New Zealand (RIANZ)                             | 6        |
| Norway (VG-lista)                               | 3        |
| Spain (AFYVE)                                   | 1        |
| Sweden (Sverigetopplistan)                      | 3        |
| Switzerland (Schweizer Hitparade)               | 1        |
| United Kingdom (The Official Charts Company)    | 1        |
| U.S. Billboard Hot 100                          | 2        |
| U.S. Billboard Hot Dance Club Play              | 1        |
| U.S. Billboard Hot R&B/Hip-Hop Singles & Tracks | 4        |
| U.S. Billboard Hot Rap Singles                  | 1        |
| Listas (1996)1                                  | Posición |
| Finland (Suomen virallinen lista)               | 12       |
| Sweden (Sverigetopplistan)                      | 40       |

| Listas (1990)                     | Posición |
| --------------------------------- | -------- |
| Austria (Ö3 Austria Top 40)       | 13       |
| Netherlands (Dutch Top 40)        | 7        |
| Switzerland (Schweizer Hitparade) | 9        |
| U.S. Billboard Hot 100            | 26       |

| País        | Certificación | Fecha               | Ventas    |
| ----------- | ------------- | ------------------- | --------- |
| Germany     | Oro           | 1990                | 250 000   |
| Netherlands | Oro           | 1990                | 40 000    |
| Sweden      | Oro           | 1 de agosto de 1990 | 10000     |
| UK          | Silver        | 1 de abril de 1990  | 200 000   |
| U.S.        | Platino       | 17 de julio de 1990 | 1 000 000 |